# Catacumbas de los santos Marcelino y Pedro

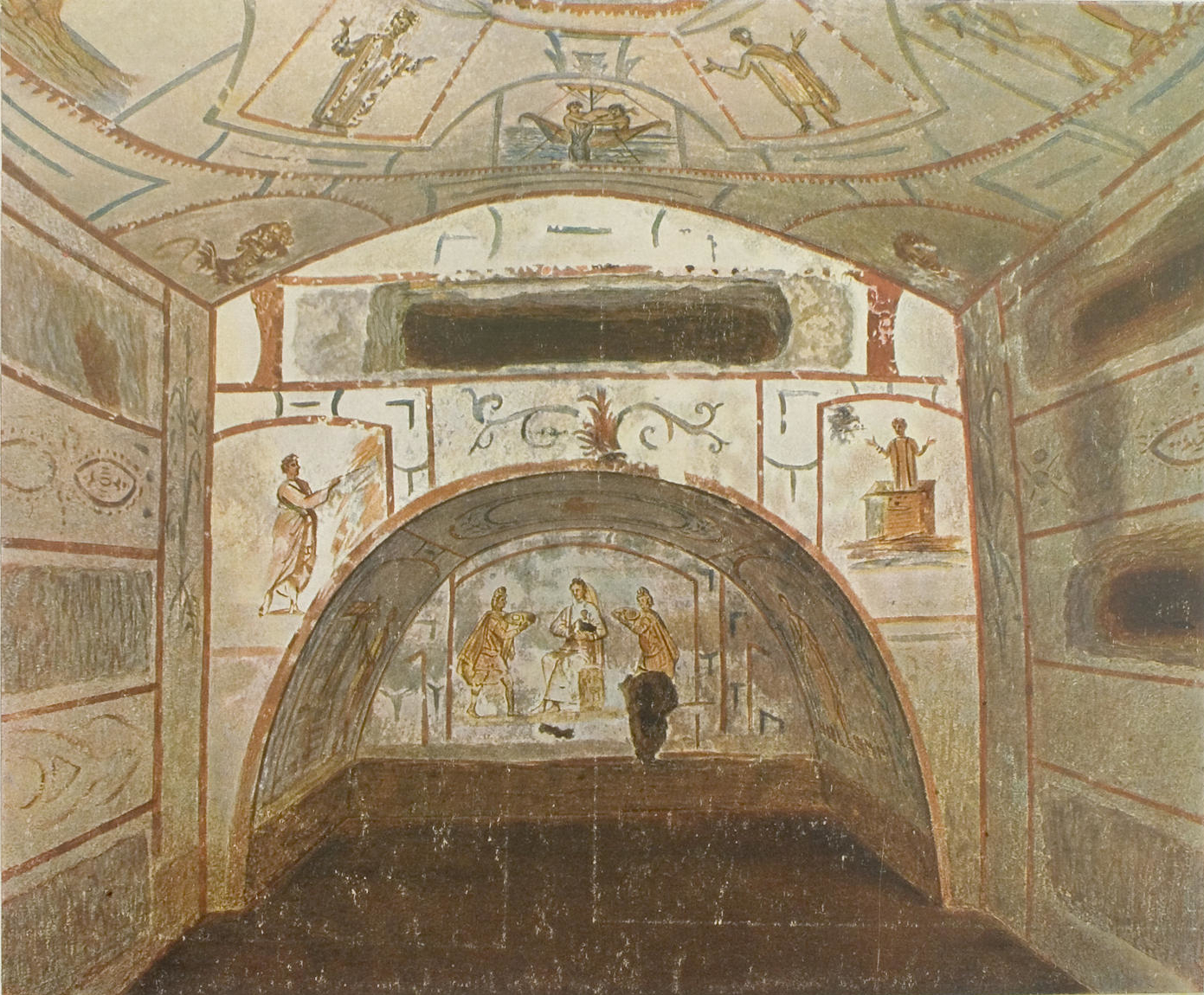
Una de las cámaras de las Catacumbas de Marcelino y Pedro.

Las Catacumbas de Marcelino y Pedro se encuentran a unos tres kilómetros del sureste de Roma y de la antigua Vía Labicana, y datan del siglo IV d. C. Las catacumbas fueron nombradas en referencia a los mártires del cristianismo que podrían haber sido enterrados allí según la leyenda, cerca del cuerpo de San Tiburcio.

## Descripción
Durante las excavaciones realizadas entre 2004 y 2010, se estima que se descubrieron unos 20.000 esqueletos en estas catacumbas; los esqueletos estaban enterrados en loculi (enterrados individualmente dentro de un nicho), arcosolia (un enterramiento bajo un hueco arqueado), o cubicula (individuos agrupados en una cámara funeraria). Las catacumbas cubren 3 hectáreas con 4,5 kilómetros de galerías subterráneas en tres niveles diferentes.
Dentro de las catacumbas hay una variedad de frescos representativos de las tradiciones paganas y cristianas y algunos pequeños artefactos. La importancia de las obras de arte puede atribuirse a la época en que fueron encargadas y a una posible influencia de los habitantes de las catacumbas.

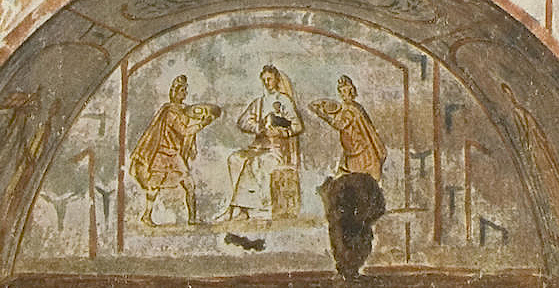
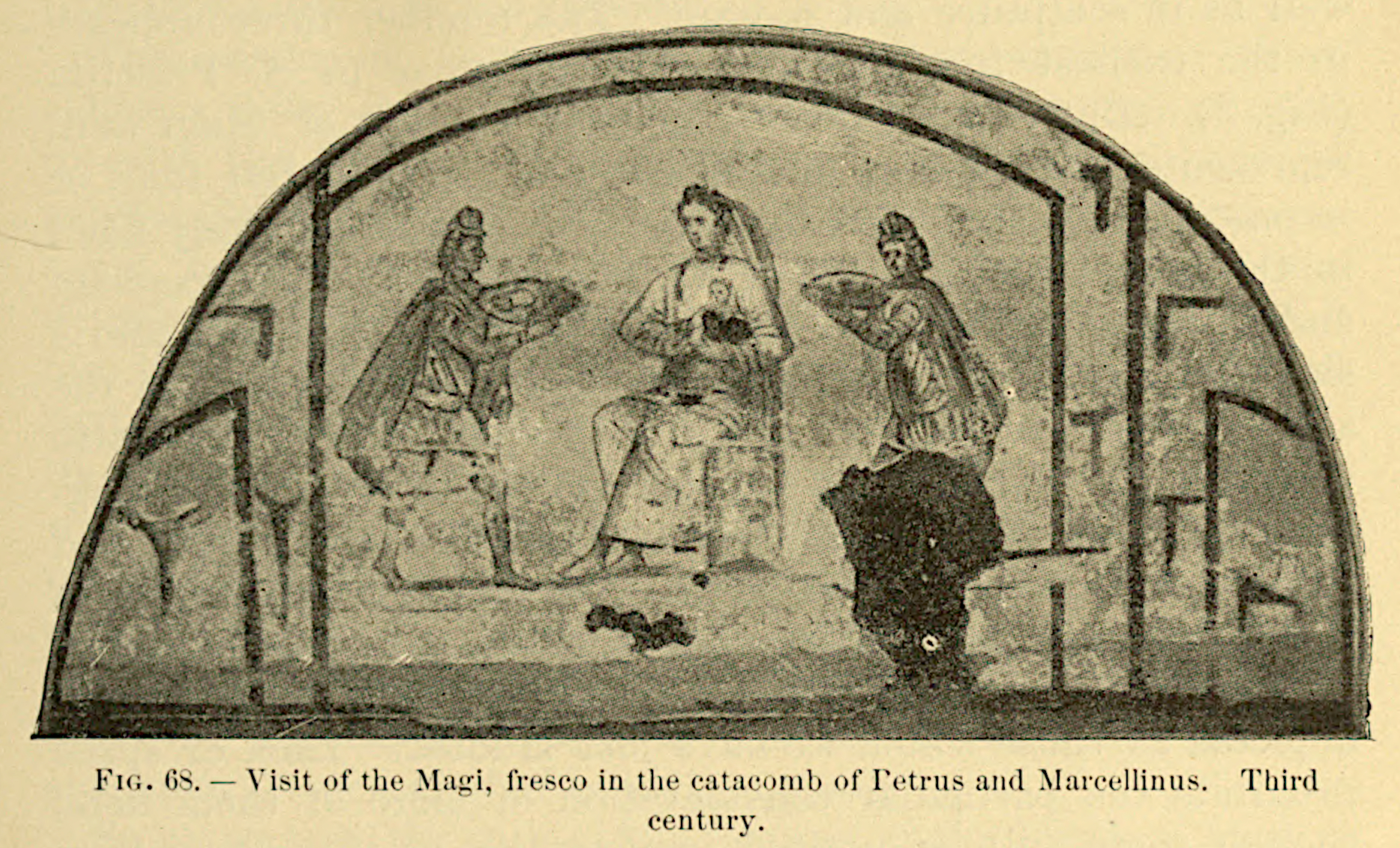
Visita de los Magos a María y al Niño Jesús, fresco en la catacumba de Pedro y Marcelino, siglo III d.C.
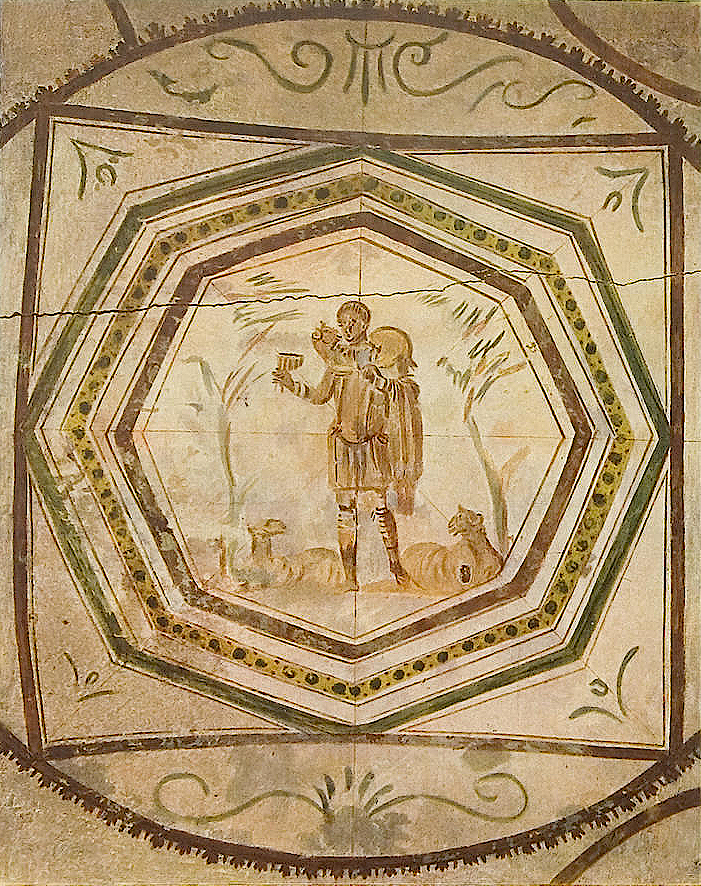
El Buen Pastor, Catacumba de Pedro y Marcelino, siglo III d.C., del libro Die Malereien der Katacomben Roms